# Madlib
Madlib, nome artístico de Otis Jackson, Jr., (Oxnard, California, 24 de outubro de 1973), é um DJ, multi-instrumentista, rapper, e produtor musical.
É um dos mais prolíficos produtores de Hip-hop norte americano de 2000, conforme a crítica local. Colaborou com diversos artista do gênero, seja produzindo, atuando ou compondo, entre eles, The Alkaholiks, Mos Def, De La Soul, Ghostface Killah, Talib Kweli, A.G., MF DOOM, e o produtor e MC, J Dilla (como Jaylib).  Madlib se considera primeiramente um DJ, e depois, um produtor, e MC por último," e junto isto, conduzindo suas atividade técnicas como remixer dos itens anteriores.
Madlib foi influenciado por uma crescente geração de produtores e músicos que criaram estilos abstratos a partir do ano de 2000. Sendo assim considerado um cientista da música pelos seus adeptos.

## Discografia
| Ano  | #  | Nome                        | Artista           | Participantes             | Álbum                                      | Nota                                                                                  |
| ---- | -- | --------------------------- | ----------------- | ------------------------- | ------------------------------------------ | ------------------------------------------------------------------------------------- |
| 1993 | 5  | "Turn tha Party Out"        | Tha Alkaholiks    | Lootpack                  | 21 & Over                                  | - Produzido com Lootpack & Tha Alkaholiks - Vocal desenvolvido em partes por Lootpack |
| 1995 | 1  | "WLIX"                      | Tha Alkaholiks    | Lootpack                  | Coast II Coast                             | - Co-produzido por Tha Alkaholiks                                                     |
| 1996 | 15 | "Flappin'"                  | OGC               |                           | Da Storm                                   | - Co-produzido com E-Swift do Tha Alkaholiks                                          |
| 1997 | 6  | "Tore Down'"                | Tha Alkaholiks    | Lootpack                  | Likwidation                                |                                                                                       |
| 1999 |    | Entire Album                | Lootpack          |                           | Soundpieces: Da Antidote                   |                                                                                       |
| 1999 |    | Entire Album                | Declaime          |                           | Illmindmuzik                               |                                                                                       |
| 2000 | 8  | "Get it Together (Remix)"   | Slum Village      |                           | Best Kept Secret EP                        |                                                                                       |
| 2000 | 9  | "The Things You Do (Remix)" | Slum Village      |                           | Best Kept Secret EP                        |                                                                                       |
| 2000 | 5  | "Up Close and Personal"     | Cali Agents       | Chuck Taylor              | How the West Was One                       |                                                                                       |
| 2003 | 4  | "Ain't Right"               | Diverse           |                           | One A.M.                                   |                                                                                       |
| 2003 |    | 9 songs                     | Jaylib            |                           | Champion Sound                             | - Outra metade produzido pelo J Dilla                                                 |
| 2003 |    | Entire Album                | Dudley Perkins    |                           | A Lil' Light                               |                                                                                       |
| 2003 |    | 9 Songs                     | Wildchild         |                           | Secondary Protocol                         |                                                                                       |
| 2004 |    | "Young Warrior"             | Various           |                           | Blue Note Revisited                        |                                                                                       |
| 2004 |    | Entire Album                | Madvillain        |                           | Madvillainy                                | - Único álbum de Madvillain (MF DOOM com Madlib)                                      |
| 2004 | 1  | "One Beer"                  | MF DOOM           |                           | MM..FOOD                                   | Mesmo instrumental de "No Games" de Jaylib                                            |
| 2004 |    | 2 songs                     | De La Soul        |                           | The Grind Date                             |                                                                                       |
| 2004 |    | 5 Songs                     | Oh No             |                           | The Disrupt                                |                                                                                       |
| 2005 |    | 14 Songs                    | M.E.D.            |                           | Push Comes to Shove                        |                                                                                       |
| 2005 |    | 3 songs                     | Prince Po         |                           | The Slickness                              |                                                                                       |
| 2005 | 9  | "High"                      | Lawless Element   |                           | Soundvision: In Stereo                     |                                                                                       |
| 2006 |    | Entire Album                | Dudley Perkins    |                           | Expressions (2012 A.U.)                    |                                                                                       |
| 2006 | 3  | "Space Ho's (Madlib Remix)" | Danger Doom       |                           | Old School single                          |                                                                                       |
| 2006 | 3  | "Mecheti Lightspeed"        | Prince Po         |                           | Prettyblack                                |                                                                                       |
| 2006 | 1  | "Frozen"                    | AG                |                           | Get Dirty Radio                            |                                                                                       |
| 2006 | 3  | "Take a Ride"               | AG                | Party Arty & Aloe Blacc   | Get Dirty Radio                            |                                                                                       |
| 2006 | 1  | "H.H. Jesus"                | Subtitle          |                           | Terrain to Roam                            |                                                                                       |
| 2006 | 1  | "H.H. Lucifer"              | Subtitle          |                           | Terrain to Roam                            |                                                                                       |
| 2006 | 7  | "Block Rock"                | Ghostface Killah  |                           | More Fish                                  |                                                                                       |
| 2007 | 6  | "Clean Up"                  | Strong Arm Steady | Black Thought & Saukrates | Deep Hearted                               |                                                                                       |
| 2007 |    | Entire Album                | Percee P          |                           | Perseverance                               | Vocals featured on "Legendary Lyricist"                                               |
| 2007 | 1  | "Everything Man"            | Talib Kweli       |                           | Eardrum                                    |                                                                                       |
| 2007 | 7  | "Eat to Live"               | Talib Kweli       |                           | Eardrum                                    |                                                                                       |
| 2007 | 9  | "Soon the New Day"          | Talib Kweli       | Norah Jones               | Eardrum                                    | Co-produced by Eric Krasno                                                            |
| 2008 |    | Entire Album                | Percee P          |                           | Perseverance: The Remix                    | Vocals featured on "Legendary Lyricist"                                               |
| 2008 | 2  | "The Healer (Hip Hop)"      | Erykah Badu       |                           | New Amerykah Part One (4th World War)      |                                                                                       |
| 2008 | 4  | "My People"                 | Erykah Badu       |                           | New Amerykah Part One (4th World War)      |                                                                                       |
| 2008 | 5  | 5 Songs                     | Guilty Simpson    |                           | Ode to the Ghetto                          |                                                                                       |
| 2009 | 1  | "Absolutely"                | MF Doom           |                           | Born Like This                             |                                                                                       |
| 2009 |    | 4 Songs                     | Mos Def           |                           | The Ecstatic                               |                                                                                       |
| 2010 |    | Entire Album                | Strong Arm Steady |                           | In Search of Stoney Jackson                |                                                                                       |
| 2010 | 6  | "Umm Hmm"                   | Erykah Badu       |                           | New Amerykah Part Two (Return of the Ankh) | Co-produced with Erykah Badu                                                          |
| 2010 | 10 | "Incense"                   | Erykah Badu       | Kirsten Agnesta           | New Amerykah Part Two (Return of the Ankh) |                                                                                       |
| 2010 |    | Entire Album                | Guilty Simpson    |                           | O.J. Simpson                               |                                                                                       |
| 2010 | 10 | "Aristotle's Dilemma"       | Vinnie Paz        |                           | Season of the Assassin                     |                                                                                       |
| 2010 | 4  | "Villa Manifesto"           | Slum Village      | J Dilla                   | Villa Manifesto                            |                                                                                       |
| 2011 | 1  | "Chiba Chiba Pt.2"          | Strong Arm Steady |                           | Arms & Hammers                             |                                                                                       |

## Álbuns
| Data da gravação   | Nome                                              | Gravadora                                   | Notas                         |
| ------------------ | ------------------------------------------------- | ------------------------------------------- | ----------------------------- |
| 1999               | Soundpieces: Da Antidote                          | Stones Throw                                | With Lootpack                 |
| 2000               | Madlib Invazion                                   | Stones Throw                                | 7" EP                         |
| 2000               | Madlib Remixes EP                                 | self-released                               | 12"                           |
| 2001               | Beat Konducta Vol. 0: Earth Sounds                | Stones Throw                                | 2x 7" + Instrumentals         |
| November 4, 2002   | Blunted in the Bomb Shelter                       | Antidote Records                            | Reggae/Ska/Dub Mix            |
| June 24, 2003      | Shades of Blue                                    | Blue Note                                   | jazz remixes                  |
| October 7, 2003    | Champion Sound                                    | Stones Throw                                | as a member of the duo Jaylib |
| 2004               | Theme For A Broken Soul                           | Stones Throw                                | under the name DJ Rels        |
| March 24, 2004     | Madvillainy                                       | Stones Throw                                | with MF DOOM as Madvillain    |
| 2004               | Madlib Remixes 2 (1980s Saturday Morning Edition) | self-released (US) Le Smoke Disque (France) | 2x 7" + Instrumentals         |
| 2004               | Mind Fusion Vol. 1                                | Mind Fusion Records                         |                               |
| 2004               | Mind Fusion Vol. 2                                | Mind Fusion Records                         |                               |
| 2005               | Mind Fusion Vol. 3                                | Mind Fusion Records                         |                               |
| March 21, 2006     | Beat Konducta Vol 1-2: Movie Scenes               | Stones Throw                                | Instrumentals                 |
| 2007               | Mind Fusion Vol. 4                                | Mind Fusion Records                         |                               |
| 2007               | Mind Fusion Vol. 5                                | Mind Fusion Records                         |                               |
| August, 2007       | Beat Konducta Vol 3-4: Beat Konducta in India     | Stones Throw                                | Instrumentals                 |
| 2008               | Liberation                                        | Kindred Spirits                             | With Talib Kweli              |
| 2008               | Sujinho                                           | Kindred Spirits                             | With Ivan Conti from Azymuth  |
| September 30, 2008 | WLIB AM: King of the Wigflip                      | BBE/Rapster                                 |                               |
| February 10, 2009  | Beat Konducta Vol. 5-6: A Tribute to...           | Stones Throw                                |                               |
| Feb - Oct, 2010    | Madlib Medicine Show                              | Madlib Invazion Records                     | Volumes 1 to 9                |
| Jan, 2011 -        | Madlib Medicine Show                              | Madlib Invazion Records                     | Volumes 11 to TBA             |

## Como Yesterdays New Quintet

### Álbuns
| Data da gravação | Nome                        | Gravadora    | Notas                                                         |
| ---------------- | --------------------------- | ------------ | ------------------------------------------------------------- |
| 2001             | Angles Without Edges        | Stones Throw |                                                               |
| 2004             | Stevie                      | Stones Throw |                                                               |
| 2004             | A Tribute to Brother Weldon | Stones Throw | as Monk Hughes & The Outer Realm                              |
| 2005             | The Funky Side of Life      | Stones Throw | as Sound Directions                                           |
| 2007             | Yesterdays Universe         | Stones Throw | as Yesterdays New Quintet                                     |
| 2010             | Miles Away                  | Stones Throw | as The Last Electro-Acoustic Space Jazz & Percussion Ensemble |
| 2010             | Slave Riot                  | Stones Throw | as Young Jazz Rebels                                          |
| 2010             | Space & Time                | Orochon      | as R.M.C.                                                     |

### EPs
| Data de lançamento | Título           | Gravadora | Notas                         |
| ------------------ | ---------------- | --------- | ----------------------------- |
| 2001               | Elle's Theme     |           |                               |
| 2001               | The Bomb Shelter |           |                               |
| 2001               | Uno Esta EP      |           |                               |
| 2002               | Experience       |           | como Joe McDuphrey Experience |
| 2003               | Say Ah!          |           | como Ahmad Miller             |
| 2004               | Ugly Beauty      |           | como Malik Flavors            |
| 2007               | Jewelz           |           | como Otis Jackson Jr. Trio    |

## ComoQuasimoto

### Álbuns
| Data de lançamento | Título                              | Gravadora    | Notas |
| ------------------ | ----------------------------------- | ------------ | ----- |
| June 13, 2000      | The Unseen                          | Stones Throw |       |
| May 3, 2005        | The Further Adventures of Lord Quas | Stones Throw |       |

### Canções
| Data de lançamento | Título                       | Gravadora            |
| ------------------ | ---------------------------- | -------------------- |
| 1999               | "Hittin' Hooks"              | Stones Throw Records |
| 1999               | "Microphone Mathematics"     | Stones Throw Records |
| 2000               | "Basic Instinct"             | Stones Throw Records |
| 2000               | "Come on Feet"               | Stones Throw Records |
| 2002               | "Astronaut"                  | Antidote Records     |
| 2004               | "The Broad Factor"           | Stones Throw Records |
| 2005               | "Bus Ride"                   | Stones Throw Records |
| 2005               | "The Front / Youngblood"     | Stones Throw Records |
| 2005               | "Bullysh!t / Seasons Change" | Lord Inamel's Wax    |